# الحديدة (القفر)

تعديل مصدري - تعديل

الحديدة هي إحدى قرى عزلة بني سيف السافل بمديرية القفر التابعة لمحافظة إب، بلغ تعداد سكانها 146 نسمة حسب تعداد اليمن لعام 2004.